# Athena Massey
Athena Marie Massey (* 10. November 1967 in Orange, Kalifornien) ist eine US-amerikanische Schauspielerin.

## Leben
Massey hatte 1995 ihren ersten großen Filmauftritt in Undercover Heat. Im gleichen Jahr spielte sie an der Seite von Don Wilson die Liana in Grid Runners – Im Wettlauf mit der Zukunft. Diese physisch anspruchsvolle Rolle brachte der in Martial Arts und Krav Maga geschulten Massey, die alle ihre Stunts selbst durchführte, eine Menge Aufmerksamkeit und Respekt. Im kurz darauf folgenden Film Cyber Tracker 2 – Die Rückkehr stellte sie ihre Kickbox-Künste zur Schau.
Es folgten weitere Auftritte in Filmen, wie etwa in Red Shoe Diaries 9: Slow Train (1996), Star Portal (1997), Poison Ivy – The New Seduction (1997), The Unspeakable (1997), Termination Man (1998), Vital Parts (2001) und Black Scorpion Returns (2001) in dem sie, ebenso wie in der Serie Black Scorpion, die Dr. Gail Waters (Hurricane) spielte.
Weitere Fernsehserien, in denen sie auftrat, sind unter anderem Schatten der Leidenschaft (1992), Doogie Howser, M.D. (1992), Seinfeld (1995), Murder One (1996), Star Trek: Raumschiff Voyager (1996) und Nash Bridges (1999–2000).
Massey stellte 1999 im Computerspiel Command & Conquer: Tiberian Sun die Kodiak-Pilotin Brink dar und spielte Lieutenant Eva Lee in Command & Conquer: Alarmstufe Rot 2 (2000) und Command & Conquer: Alarmstufe Rot 2 – Yuris Rache (2001). Ebenfalls produzierte sie zusammen mit Brooks Wachtel ein Comic namens Athena: Warrior Eternal – eine Geschichte über eine Kriegsgöttin, die in die heutige Zeit reist und dort den Körper einer sterblichen Frau übernimmt, um den Kriegsgott Ares von der Zerstörung der Erde abzuhalten.
Mit ihrem Ex-Ehemann Tony Azzi hat sie zwei Kinder.

## Filmografie (Auswahl)
- 1991: Deadly Revenge – Das Brooklyn-Massaker (Out for Justice)
- 1992: Schatten der Leidenschaft (The Young and the Restless, Fernsehserie, eine Folge)
- 1992: Doogie Howser, M.D. (Doogie Howser, M.D., Fernsehserie, eine Folge)
- 1995: Undercover Heat
- 1995: Grid Runners – Im Wettlauf mit der Zukunft (Virtual Combat)
- 1995: Die Larry Sanders Show (The Larry Sanders Show, Fernsehserie, eine Folge)
- 1995: Seinfeld (Fernsehserie, eine Folge)
- 1995: Cyber Tracker 2 – Die Rückkehr (Cyber-Tracker 2)
- 1996: Foxy Fantasies (Red Shoe Diaries, Fernsehserie, eine Folge)
- 1996: Red Shoe Diaries 9: Slow Train
- 1996: Murder One (Fernsehserie, eine Folge)
- 1996: Der verrückte Professor (The Nutty Professor)
- 1996: Star Trek: Raumschiff Voyager (Star Trek: Voyager, Fernsehserie, eine Folge)
- 1997: Star Portal
- 1997: Poison Ivy – The New Seduction (Poison Ivy: The New Seduction)
- 1997: The Unspeakable (Fernsehfilm)
- 1997: James Dean: Race with Destiny (Fernsehfilm)
- 1997: Quarterback Attack with Mike Ditka (VG)
- 1997: L.A. Heat (Fernsehserie, eine Folge)
- 1998: Termination Man
- 1999: Molly
- 1999: Command & Conquer: Tiberian Sun (VG)
- 1999–2000: Nash Bridges (Fernsehserie, zwei Folgen)
- 2000: Command & Conquer: Alarmstufe Rot 2 (Command & Conquer: Red Alert 2, VG)
- 2001: Vital Parts
- 2001: Black Scorpion (Fernsehserie, drei Folgen)
- 2001: Black Scorpion Returns
- 2001: Command & Conquer: Alarmstufe Rot 2 – Yuris Rache (Command & Conquer: Red Alert 2 – Yuri’s Revenge, VG)